# Marcos Antonio Menezes Godoi
Marcos Antonio Menezes Godoi (nacido el 18 de diciembre de 1966) es un exfutbolista brasileño que se desempeñaba como centrocampista.

## Trayectoria

### Clubes
| Club          | País  | Año         |
| ------------- | ----- | ----------- |
| Yanmar Diesel | Japón | 1987 - 1991 |
| Gamba Osaka   | Japón | 1991 - 1992 |